# Concórdia Nacional do Chade
Concórdia Nacional do Chade (em francês:  Concorde nationale du Tchad, CNT) foi um grupo rebelde chadiano ativo durante a Guerra Civil Chadiana. Foi fundado em 2004 por Hassan Saleh Al-Gaddam ‘Al-Jineidi’. Al-Gaddam era vice-presidente da Frente Unida para a Mudança (em francês:  Front Uni pour le Changement, FUC), mas em julho de 2006 rompeu com essa organização e liderou a Concórdia Nacional do Chade em uma rebelião separada contra o governo do Chade. A CNT capturou as áreas de Daguessa e Tissi e conseguiu controlá-las por alguns meses em 2006 e 2007. Esse grupo tinha laços estreitos com o Janjaweed. O líder da Concórdia Nacional do Chade, Al-Gaddam participou das negociações de Sirte e concordou em um cessar-fogo com o governo chadiano em outubro de 2007. A CNT se reuniu com o governo do Chade logo após o fracasso do acordo de Sirte em dezembro de 2007. Quando o grupo se reuniu com o governo, tinha 2.000 membros. 